# Galbula hylochoreutes
A Galbula hylochoreutes a madarak (Aves) osztályának a harkályalakúak (Piciformes) rendjébe, ezen belül a jakamárfélék (Galbulidae) családjába tartozó fosszilis faj.

## Előfordulása
Ez a fosszilis madárfaj a középső miocén korszakban élt, körülbelül 13-11 millió évvel ezelőtt; ott ahol manapság Kolumbia fekszik. A maradványát, mely egyetlen jobb felkarcsontvégből (humerus) áll, a La Venta nevű lelőhelyen találták meg, a La Victoria-formációba beágyazódva.

## Megjelenése
Habár igen szegényes a megtalált maradványa, azaz egy darab csont olyan jó állapotban van, hogy a szakértők meg tudták állapítani, hogy a jakamárféléken belül, a Galbula nemhez tartozik. A csont feje (caput humeri) nagy, Galbula-szerű; a csontfej dudorja (tuberculum) robusztus felépítésű. Ezekből azt lehet következtetni, hogy a rája feszülő izom is nagy és erős lehetett, ami igen fejlett repülést kölcsönzött a madárnak. Mivel ezek szerint erőteljes repülőállat volt, feltételezhető, hogy más jakamároktól eltérően, röpte inkább a királygébicsfélékére (Tyrannidae) és a gyurgyalagfélékére (Meropidae) hasonlíthatott. Megjelenésében, talán a paradicsomjakamárra (Galbula dea) hasonlíthatott.

## Életmódja
Szintén feltételezett, hogy erdőben élt, és ügyes mozgásokkal repülő rovarokat zsákmányolt. Innen ered a tudományos neve is, mely a görög nyelvből származik és jelentése: „az erdők táncosa”.

## Fordítás
- Ez a szócikk részben vagy egészben  a   Galbula hylochoreutes című angol Wikipédia-szócikk ezen változatának fordításán alapul.  Az eredeti cikk szerkesztőit annak laptörténete sorolja fel. Ez a jelzés csupán a megfogalmazás eredetét és a szerzői jogokat jelzi, nem szolgál a cikkben szereplő információk forrásmegjelöléseként.